# Ranko Novak
Ranko Novak, hrvaško-slovenski oblikovalec, profesor na ALUO * 4. maj 1948, Zagreb.
Novak je po zaključeni gimnaziji v Zagrebu diplomiral na Fakulteti za arhitekturo, gradbeništvo in geodezijo v Ljubljani, na Oddelku za arhitekturo. Že med študijem pri prof. E. Ravnikarju se je usmeril v grafično oblikovanje. Prevedel je ključno knjigo E. Ruderja o sodobni tipografiji (skupaj z J. Suhadolcem). Leta 1980 je bil soustanovitelj Studia Znak (v njem so imeli vodilne vloge dolgoletni člani Novak, Miljenko Licul in fotograf Milan Pajk, ob nekaterih drugih sodelavcih). Leta 1988 je bil med iniciatorji združenja Art Directors Club Ljubljana. V studiu so razvijali zasnove celostnih podob političnih, kulturnih in gospodarskih organizacij ter zasebnikov. Naročniki, sodelavci in spremljevalci studia so delovno okolje spremenili v prostor kreativnih srečanj in nadgradnje ustvarjalnosti še pred ustanovitvijo oddelka za oblikovanje na ALU. Novak se je odlikoval pri oblikovanju inovativnih plakatov, zlasti kulturnih ustanov. Posamezne galerije, npr. Vena Pilona v Ajdovščini ali Mestna galerija v Ljubljani, so dolgo živele z likovno identiteto tega oblikovalca, podobno že delno pozabljena Galerija Ars. Zasnoval je likovno izhodišče za Zbornik za umetnostno zgodovino in oblikoval zbirko knjig Po poteh kulturne dediščine, osvežil grafično podobo revije Varstvo spomenikov. Pretehtano je zasnoval postavitve in kataloge razstav Narodnega muzeja. Bil je nezamenljiv pri ključnih arhitekturnih in fotografskih razstavah Moderne in Mestne galerije v Ljubljani, pri grafičnem oblikovanju za strokovna srečanja Piranesi v Piranu ter postavljavec številnih razstav v Zagrebu in drugje, kjer je izpeljal celostne podobe za izbrane muzeje. Razvil se je v enega vodilnih grafičnih oblikovalcev Slovenije z izjemnim občutkom za skladnost tipografij (tudi za vodilna dnevnika Delo in Dnevnik), barvnih poudarkov, uravnoteženih postavitev fotografij ali ilustracij, iger črk in številk, drobnih iskrivosti v oblikovanju knjig (likovne in znanstvene monografije), časopisov, plakatov, koledarjev in drobnih tiskov, vse do vinskih etiket. Od leta 1991 je bil do upokojitve 2019? profesor na Oddelku za oblikovanje Akademije za likovno umetnost v Ljubljani, kjer je vzgojil številne tipografe in samostojno razmišljujoče grafične oblikovalce. Sodeloval je na različnih razstavah in mednarodnih bienalih ter festivalih: BIO v Ljubljani, ZGRAF v Zagrebu, Mednarodni bienale plakatov v Varšavi; prejel je več pohval, npr. DOS - delo meseca. Novak se po letu 2000 še naprej veliko ukvarja s postavljanjem razstav in oblikovanjem katalogov, redno za stalne in občasne razstave v Narodni galeriji. Zadnji uspešni projekt je zasnova postavitve in ureditev kataloga razstave Rembrandtovih grafik pomladi 2023.   
Na njegovi osebni razstavi Oblika vsebine. Grafično oblikovanje 1973–2023 v Mestni galeriji v Ljubljani odprti 15. septembra 2022 do 13. novembra 2022 so avtorji z njegovimi oblikovanimi tiski napolnili vse prostore galerije; presenetljivo je razpel most od predračunalniškega oblikovanja do butičnih izdelkov novega časa. Ljubitelji in poznavalci so na razstavi še prepoznavali žlahtnost papirja, tiska, tipografij, barv in večplastnost izrazov, pogosto podrejenih osnovnemu besedilu, fotografiji ali črki, vendar s sporočili, ki presegajo minljivost medmrežnega hitenja.    
Leta 1985 je za dosežke na področju grafičnega oblikovanja skupaj z Miljenkom Liculom prejel nagrado Prešernovega sklada.
Leta 2020 so ga imenovali za zaslužnega profesorja ljubljanske univerze,
Leta 2023 so mu podelili Župančičevo nagrado, najvišjo kulturno nagrado slovenske prestolnice.